# Ginnastica aerobica ai Giochi mondiali 2022 - Coppia
La gara della coppia di ginnastica aerobica ai Giochi mondiali 2022 si è svolta il 12 luglio 2022 a Birmingham.

## Risultati

### Qualificazioni
| Rank | Nazione  | Composizione Artistica | Esecuzione | Difficoltà | Penalità | Totale | Note |
| ---- | -------- | ---------------------- | ---------- | ---------- | -------- | ------ | ---- |
| 1    | Ungheria | 9.200                  | 8.200      | 2.950      | -0.000   | 20.350 | Q    |
| 2    | Brasile  | 9.050                  | 8.150      | 3.050      | -0.000   | 20.250 | Q    |
| 3    | Bulgaria | 9.050                  | 8.100      | 3.000      | -0.000   | 20.150 | Q    |
| 4    | Italia   | 8.850                  | 8.000      | 2.950      | -0.000   | 19.800 | Q    |
| 5    | Romania  | 8.750                  | 7.850      | 2.950      | -0.000   | 19.550 | R    |
| 6    | Ucraina  | 8.250                  | 7.550      | 2.550      | -0.000   | 18.350 | R    |
| 7    | Egitto   | 8.150                  | 6.750      | 2.050      | -0.000   | 16.950 | R    |

### Finale
| Rank | Nazione  | Composizione Artistica | Esecuzione | Difficoltà | Penalità | Totale | Note |
| ---- | -------- | ---------------------- | ---------- | ---------- | -------- | ------ | ---- |
| 1    | Brasile  | 9.200                  | 8.400      | 3.050      | -0.000   | 20.650 |      |
| 2    | Ungheria | 9.250                  | 8.400      | 2.950      | -0.000   | 20.600 |      |
| 3    | Bulgaria | 9.000                  | 8.300      | 2.950      | -0.000   | 20.250 |      |
| 4    | Italia   | 8.850                  | 8.050      | 2.950      | -0.000   | 19.850 |      |